# 市貝町
市貝町（いちかいまち）は、芳賀郡に属し、栃木県南東部に位置する町。
通勤率は、宇都宮市へ20.9%、真岡市へ11.4%、芳賀町へ10.8%（いずれも令和元年年国勢調査）。

## 山と河川
- 山：御岳山（伊許山）、観音山、だんご山
- 河川：小貝川

### 隣接する市町村
- 真岡市
- 那須烏山市
- 芳賀郡
  - 益子町
  - 茂木町
  - 芳賀町
- 塩谷郡
  - 高根沢町

## 歴史

### 町名の由来
前身である市貝村は、市羽村と小貝村の合併により成立したもので、その際に旧村名から1文字ずつ取られて「市貝」と命名された（合成地名）。なお旧・市羽村の名も市塙村と赤羽村から取られた合成地名である。

### 年表
- 1920年（大正9年）12月15日 - 真岡軽便線（現在の真岡線）七井駅 - 茂木駅間が開業。
- 1954年（昭和29年）5月3日 - 市羽村・小貝村が合併し、芳賀郡市貝村が発足[1]。
- 1963年（昭和38年）4月1日 - 国道123号が制定。
- 1972年（昭和47年）1月1日 - 町制施行し市貝町となる[1]。
- 2011年（平成23年）3月11日 - 東北地方太平洋沖地震で震度6強を観測する[2]。3名が負傷したが死者はでなかった。同月17日付で災害救助法の適用が決定された[3]。

### 行政区域変遷
- 変遷の年表

| 市貝町町域の変遷（年表） | 市貝町町域の変遷（年表） | 市貝町町域の変遷（年表） |
| 年                       | 月日                     | 現市貝町町域に関連する行政区域変遷 |
| ------------------------ | ------------------------ | --- |
| 1889年（明治22年）       | 4月1日                   | 町村制施行により、以下の町村が発足。 - 市羽村 ← 市塙村・赤羽村・上根村・多田羅村・石下村・笹原田村 - 小貝村 ← 椎谷村・文谷村・田野辺村・杉山村・大谷津村・続谷村・苅生田村・羽仏村・塩田村・見上村・竹ノ内村 |
| 1954年（昭和29年）       | 5月3日                   | 市羽村・小貝村が合併して市貝村が発足。 |
| 1972年（昭和47年）       | 1月1日                   | 市貝村が町制施行し市貝町になる。 |

- 変遷表

| 市貝町町域の変遷表 | 市貝町町域の変遷表 | 市貝町町域の変遷表  | 市貝町町域の変遷表 | 市貝町町域の変遷表    | 市貝町町域の変遷表  | 市貝町町域の変遷表 | 市貝町町域の変遷表 | 市貝町町域の変遷表 |
| 1868年 以前        | 1868年 以前        | 明治元年 - 明治22年 | 明治22年 4月1日    | 明治22年 - 昭和64年   | 明治22年 - 昭和64年 | 平成元年 - 現在    | 現在               |                    |
| ------------------ | ------------------ | ------------------- | ------------------ | --------------------- | ------------------- | ------------------ | ------------------ | ------------------ |
|                    | 市塙村             | 市塙村              | 市羽村             | 昭和29年5月3日 市貝村 | 昭和47年1月1日 町制 | 市貝町             | 市貝町             |                    |
|                    | 赤羽村             |                     | 市羽村             | 昭和29年5月3日 市貝村 | 昭和47年1月1日 町制 | 市貝町             | 市貝町             |                    |
|                    | 上根村             |                     | 市羽村             | 昭和29年5月3日 市貝村 | 昭和47年1月1日 町制 | 市貝町             | 市貝町             |                    |
|                    | 多田羅村           |                     | 市羽村             | 昭和29年5月3日 市貝村 | 昭和47年1月1日 町制 | 市貝町             | 市貝町             |                    |
|                    | 石下村             |                     | 市羽村             | 昭和29年5月3日 市貝村 | 昭和47年1月1日 町制 | 市貝町             | 市貝町             |                    |
|                    | 笹原田村           |                     | 市羽村             | 昭和29年5月3日 市貝村 | 昭和47年1月1日 町制 | 市貝町             | 市貝町             |                    |
|                    | 椎谷村             | 椎谷村              | 小貝村             | 昭和29年5月3日 市貝村 | 昭和47年1月1日 町制 | 市貝町             | 市貝町             |                    |
|                    | 文谷村             |                     | 小貝村             | 昭和29年5月3日 市貝村 | 昭和47年1月1日 町制 | 市貝町             | 市貝町             |                    |
|                    | 田野辺村           | 明治7年 田野辺村    | 小貝村             | 昭和29年5月3日 市貝村 | 昭和47年1月1日 町制 | 市貝町             | 市貝町             |                    |
|                    | 別府村             | 明治7年 田野辺村    | 小貝村             | 昭和29年5月3日 市貝村 | 昭和47年1月1日 町制 | 市貝町             | 市貝町             |                    |
|                    | 杉山村             |                     | 小貝村             | 昭和29年5月3日 市貝村 | 昭和47年1月1日 町制 | 市貝町             | 市貝町             |                    |
|                    | 大谷津村           |                     | 小貝村             | 昭和29年5月3日 市貝村 | 昭和47年1月1日 町制 | 市貝町             | 市貝町             |                    |
|                    | 続谷村             |                     | 小貝村             | 昭和29年5月3日 市貝村 | 昭和47年1月1日 町制 | 市貝町             | 市貝町             |                    |
|                    | 苅生田村           |                     | 小貝村             | 昭和29年5月3日 市貝村 | 昭和47年1月1日 町制 | 市貝町             | 市貝町             |                    |
|                    | 羽仏村             |                     | 小貝村             | 昭和29年5月3日 市貝村 | 昭和47年1月1日 町制 | 市貝町             | 市貝町             |                    |
|                    | 塩田村             |                     | 小貝村             | 昭和29年5月3日 市貝村 | 昭和47年1月1日 町制 | 市貝町             | 市貝町             |                    |
|                    | 見上村             |                     | 小貝村             | 昭和29年5月3日 市貝村 | 昭和47年1月1日 町制 | 市貝町             | 市貝町             |                    |
|                    | 竹ノ内村           |                     | 小貝村             | 昭和29年5月3日 市貝村 | 昭和47年1月1日 町制 | 市貝町             | 市貝町             |                    |

## 人口
| |                                        |  |
| 市貝町と全国の年齢別人口分布（2005年） | 市貝町の年齢・男女別人口分布（2005年） |  |
| ■紫色 ― 市貝町 ■緑色 ― 日本全国 | ■青色 ― 男性 ■赤色 ― 女性              |  |
| 市貝町（に相当する地域）の人口の推移 \| 1970年（昭和45年） \| 10,249人 \| \| \| 1975年（昭和50年） \| 10,041人 \| \| \| 1980年（昭和55年） \| 10,459人 \| \| \| 1985年（昭和60年） \| 10,821人 \| \| \| 1990年（平成2年） \| 11,481人 \| \| \| 1995年（平成7年） \| 12,546人 \| \| \| 2000年（平成12年） \| 12,441人 \| \| \| 2005年（平成17年） \| 12,401人 \| \| \| 2010年（平成22年） \| 12,094人 \| \| \| 2015年（平成27年） \| 11,720人 \| \| \| 2020年（令和2年） \| 11,262人 \| \| |                                        |  |
| 総務省統計局 国勢調査より |                                        |  |
| 1970年（昭和45年） | 10,249人                               |  |
| 1975年（昭和50年） | 10,041人                               |  |
| 1980年（昭和55年） | 10,459人                               |  |
| 1985年（昭和60年） | 10,821人                               |  |
| 1990年（平成2年） | 11,481人                               |  |
| 1995年（平成7年） | 12,546人                               |  |
| 2000年（平成12年） | 12,441人                               |  |
| 2005年（平成17年） | 12,401人                               |  |
| 2010年（平成22年） | 12,094人                               |  |
| 2015年（平成27年） | 11,720人                               |  |
| 2020年（令和2年） | 11,262人                               |  |

## 行政
- 町長：入野正明（2009年11月22日-）

### 衆議院
- 任期 ： 2017年（平成29年）10月22日 - 2021年（令和3年）10月21日（「第48回衆議院議員総選挙」参照）

| 選挙区 | 議員名 | 党派名     | 当選回数 | 備考   |
| --- | ------ | ---------- | -------- | ------ |
| 栃木県第4区（市貝町、小山市、真岡市、下野市（旧石橋町、国分寺町）、栃木市（旧大平町、藤岡町、都賀町、岩舟町域）、芳賀郡、下都賀郡） | 佐藤勉 | 自由民主党 | 8        | 選挙区 |

## 行政機関

### 消防
- 芳賀地区広域行政事務組合消防本部（真岡市）
  - 市貝分署

### 警察
- 栃木県警察 茂木警察署（茂木町）
  - 続谷駐在所
  - 市塙駐在所
  - 赤羽駐在所

## 地域

### 町名一覧
- 大字赤羽（あかばね）
- 大字石下（いしおろし）
- 大字市塙（いちはな）
- 大字大谷津（おおやつ）
- 大字上根（かみね）
- 大字刈生田（かりうだ）

- 大字笹原田（ささはらだ）
- 大字塩田（しおだ）
- 大字椎谷（しゅうがい）
- 大字杉山（すぎやま）
- 大字竹内（たけうち）
- 大字多田羅（たたら）

- 大字田野辺（たのべ）
- 大字続谷（つづきや）
- 大字羽仏（はぶつ）
- 大字文谷（ふみや）
- 大字見上（みあげ）

### 教育

#### 中学校
- 市貝町立市貝中学校

#### 小学校
- 市貝町立赤羽小学校
- 市貝町立市貝小学校
- 市貝町立小貝小学校

### 図書館
- 市貝町立図書館（歴史民俗資料館を併設）

## 通信

### 郵便
郵便番号は「321-34xx」が該当する。集配局は町内全域が市貝郵便局の管轄となる。

#### 郵便局
- 市貝郵便局（07082）
- 小貝郵便局（07142）
- 赤羽郵便局（07222）

### 電話番号
町内全域が真岡MAの管轄となり、市外局番は「0285」。収容局は以下のビルが該当し、市内局番は以下の通り。
- 市貝局：67、68

## 交通

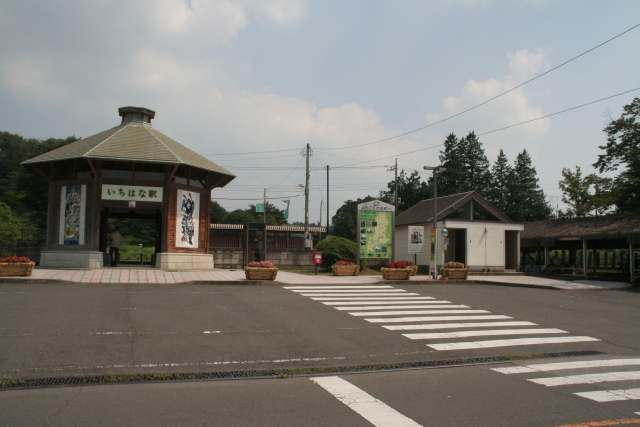
市塙駅

### 鉄道
真岡鐵道
- 真岡線：多田羅駅 - 市塙駅 - 笹原田駅

### 路線バス
下線部が市貝町内の区間。
- JRバス関東
  - 水都西線：作新学院前 - 東武駅前 - JR宇都宮駅 - 宇大前 - 道場宿 - 芳賀町工業団地管理センター前（芳賀TC） - 芳賀温泉ロマンの湯 - 祖母井 - 市塙駅入口 - 茂木駅
  - 水都西線（芳賀・市塙線）： 市貝駅 - 市貝小学校前 - 花王前 - 上赤羽 - 祖母井 - 芳賀町工業団地管理センター前（芳賀TC）
  - 水都西線（清原・市塙線）： 市貝駅 - 市貝小学校前 - 花王前 - 上赤羽 - 芳賀長島 - 清原地区市民センター前（清原TC）
- 那須烏山市営バス[6]
  - 市塙黒田烏山線：烏山駅前 - 那須野上 - 芳賀黒田 - 小貝郵便局 - 市貝町役場 - 市塙駅 - 市貝温泉

### 道路
- 一般国道
  - 国道123号
  - 国道294号
- 主要地方道
  - 栃木県道61号真岡那須烏山線
  - 栃木県道64号宇都宮向田線
  - 栃木県道69号宇都宮茂木線
- 一般県道
  - 栃木県道135号市塙停車場線
  - 栃木県道163号黒田市塙真岡線
  - 栃木県道165号上根北長島線
  - 栃木県道176号杉山石末線
  - 栃木県道255号塙上根線
  - 栃木県道338号芳賀茂木線

### 道の駅
- 道の駅サシバの里いちかい（2014年4月開所）

## 産業
- 花王栃木工場・栃木研究所（紙おむつ「メリーズ」や生理用品「ロリエ」等の生産）
- 惣誉酒造（日本酒メーカー）

## 名所・旧跡・観光スポット・祭事・催事
真岡鐵道
町の代表駅である市塙駅と隣駅の多田羅駅にSLもおかが停車する。
市貝町芝ざくら公園
北関東自動車道の宇都宮上三川ICまたは真岡ICからそれぞれ約45分。駐車料金は普通車で500円だが、入場料は無料。毎年4月中旬から5月上旬まで「芝ざくら祭り」が開催される。
芳那の水晶湖
2000年（平成12年）に竣工した人造湖。芝ざくら公園に隣接する。
サシバの繁殖地
2000年代に入ってから、市貝町北部の水田の多い丘陵地帯が絶滅危惧種の渡り鳥・サシバの日本有数の飛来地となっていることが判明し、保全活動及び「サシバの里」としての町おこしを行っている。2011年（平成23年）には「サシバの里」を商標登録し、2014年に開設された道の駅には「サシバの里いちかい」の名前が付けられている。
多田羅沼
灌漑用として造成された人造湖。貴重な湿生植物の宝庫である。
武者絵資料館
300年前に建てられた民家を改装し、江戸時代から現在までの武者絵のぼりをはじめ、絵皿、壺、屏風、型紙、大畑家に伝わる古文書など100余点が展示されている。

## 著名な出身者
- 上野則之：ボクシング選手
- 大貫宏志：作家
- 羽石杏奈：女優、プロトラベラー
- 藤平謹一郎（下野新聞社長、栃木県会議員）[12]